# Alubijid
Alubijid é um município de  quarta classe de renda municipal (d) na província Misamis Oriental, nas Filipinas. De acordo com o censo de 1 de maio  de  2020 possui uma população de 32 163 pessoas e 8 713 domicílios.